# Supermicro
Supermicro là một công ty phần cứng về máy chủ (server) được Charles Liang thành lập tại Hoa Kỳ vào năm 1993. Công ty này cung ứng đa dạng các thiết bị máy chủ như: bo mạch chủ (motherboard), máy chủ, blade servers, chassis (vỏ máy server hay case của máy PC), và tải nhiệt (heatsinks). Các thiết bị của công ty này có chất lượng đa dạng từ trung đến cao cấp. Trong khi nhiều công ty dựa vào ngành giải trí và các ứng dụng của nó thì Supermicro lại tập trung vào các ứng dụng máy tính của máy chủ/máy trạm làm việc (workstation). Do đó, các sản phảm của hãng này (đặc biệt là motherboard)có tính ổn định và tin cậy rất cao so với các tính năng ép xung so với các sản phẩm khác.
Supermicro la một trong hai nhà sản xuất bo mạch chủ nổi tiếng nhất trên thế giới. Supermicro cũng là một trong những nhà sản xuất bo mạch chủ đầu tiên sử dụng vi xử lý AMD. Họ vẫn không giới thiệu cho khách hàng những bo mạch sử dụng vi xử lý AMD mà chỉ trong giới hạn giải pháp dựa trên công nghệ Opteron. Tuy nhiên, những bo mạch chủ và hệ thống luôn được test dựa trên các tiêu chuẩn khắt khe nhất của Intel mà họ là đối tác chiến lược. Các dòng CPU và chipset của Intel trước khi được giới thiệu ra trên toàn thế giới đều được test trên các bo mạch chủ của hàng này và các hãng máy tính nổi tiếng trên thế giới trong đó có bo mạch chủ, hệ thống của Supermicro.

## Tại Việt Nam
Supermicro đã được giới thiệu đến Việt Nam năm 2002, và đang khẳng đinh thương hiệu máy máy chủ hàng đầu tại Việt Nam. Supermicro cho biết, hãng hiện giành 59% thị phần bo mạch chủ trên thế giới. Tại Việt Nam, công ty chiếm 7% thị phần bo mạch cho máy tính để bàn và 25% cho máy chủ. Năm 2008, Supermicro đã chính thức có mặt tại Việt Nam.
Nhà phân phối: Công ty Cổ Phần tin học Mai Hoàng
Địa chỉ: 241 Phố Vọng, Phường Đồng Tâm, Quận Hai Bà Trưng, Thành phố Hà Nội, Việt Nam
Mã số thuế số: 0100921861
Trụ sở chính (trung tâm điều hành, cơ sở phân phối, trung tâm bảo hành)
Địa chỉ: Số 241 Phố Vọng - Hai Bà Trung - Hà Nội
Điện thoại: (04) 3.628 5868 Fax: (04) 3.628 5867
Mobile: 0903 260 390
Email: huymanh@maihoang.vn

Website: https://maihoang.com.vn/ Lưu trữ ngày 1 tháng 3 năm 2021 tại Wayback Machine